# Franck Verzy
Franck Verzy, né le 13 mai 1961 dans le 4e arrondissement de Lyon et mort le 1er juillet 2025 à Écully,, est un athlète français, spécialiste du saut en hauteur. Premier athlète français à franchir la barre des 2,30 m, il détient le record de France du saut en hauteur de 1981 à 1994.

## Biographie
Franck Verzy se révèle en 1981, lorsqu'il bat avec 2,28 m le record de France du saut en hauteur à Beaune. Une semaine plus tard, le 12 juillet 1981, il remporte les championnats de France espoirs à Montgeron, franchissant une barre à 2,30 m au 3e essai.
En 1982, il participe aux championnats d'Europe d'Athènes et d'Europe en salle de Milan.
En 1983, après une décevante élimination aux championnats du monde, il améliore son record de France lors de la Coupe d'Europe des nations d'athlétisme à Londres, avec 2,32 m.
En 1984, il participe aux Jeux olympiques de Los Angeles.
En 1987, il quitte son club de Lyon pour s'établir à Paris et bénéficier d'un nouvel encadrement.
Franck Verzy est sélectionné à treize reprises en équipe de France senior élite. 
Franck Verzy arrête sa carrière en 1993.

### Palmarès
| Date | Compétition         | Lieu       | Résultat | Performance |
| ---- | ------------------- | ---------- | -------- | ----------- |
| 1983 | Jeux méditerranéens | Casablanca | 3e       | 2,22 m      |

| Date | Compétition            | Lieu              | Résultat | Performance |
| ---- | ---------------------- | ----------------- | -------- | ----------- |
| 1982 | Championnats de France | Colombes          | 1er      | 2,24 m      |
| 1984 | Championnats de France | Villeneuve-d'Ascq | 1er      | 2,26 m      |
| 1986 | Championnats de France | Aix-les-Bains     | 1er      | 2,24 m      |

Champion de France cadet (1978) et junior (1979 et 1980), 3 fois champion de France espoir.

## Records
| Épreuve         | Épreuve      | Performance | Lieu    | Date            |
| --------------- | ------------ | ----------- | ------- | --------------- |
| Saut en hauteur | En plein air | 2,32 m      | Londres | 20 août 1983    |
| Saut en hauteur | En salle     | 2,26 m      | Lyon    | 31 janvier 1982 |